# Forest View
Forest View es una villa ubicada en el condado de Cook en el estado estadounidense de Illinois. En el Censo de 2010 tenía una población de 698 habitantes y una densidad poblacional de 225,15 personas por km².

## Geografía
Forest View se encuentra ubicada en las coordenadas 41°48′33″N 87°46′23″O / 41.80917, -87.77306. Según la Oficina del Censo de los Estados Unidos, Forest View tiene una superficie total de 3.1 km², de la cual 2.76 km² corresponden a tierra firme y (10.86%) 0.34 km² es agua.

## Demografía
Según el censo de 2010, había 698 personas residiendo en Forest View. La densidad de población era de 225,15 hab./km². De los 698 habitantes, Forest View estaba compuesto por el 86.39% blancos, el 0.72% eran afroamericanos, el 0% eran amerindios, el 1.86% eran asiáticos, el 0.29% eran isleños del Pacífico, el 8.74% eran de otras razas y el 2.01% pertenecían a dos o más razas. Del total de la población el 29.08% eran hispanos o latinos de cualquier raza.